# Отображение онтологий
Отображение онтологий (англ. ontology alignment или ontology matching) — это процесс установления соответствий между понятиями (концептами) нескольких онтологий. Множество таких соответствий и называется «отображением». Термин имеет разное значение в компьютерной, когнитивной областях и философии.

## Информатика
Задача отображения онтологий возникла из необходимости интеграции данных разнородных баз данных, разработанных независимо друг от друга и имеющих, таким образом, свой собственный словарь данных. На практике Semantic Web состоит из множества взаимодействующих участников, имеющих свои собственные онтологии, поэтому отображение онтологий крайне важно для слаженной работы разнородных ресурсов.
Отображение двух онтологий означает, что для каждого понятия, отношения или экземпляра одной онтологии подыскиваются соответствующие элементы в другой онтологии. 
Программные инструменты отображения онтологий находят семантически эквивалентные классы данных, например, «Институт» и «Университет». Необязательно, что эти классы будут идентичны. В соответствии с классификацией Юзената и Швайко (2007), существует три главных величины (три размерности) для определения сходства: синтаксическая, внешняя и семантическая. По случайному совпадению они грубо соответствуют размерностям, идентифицируемым когнитивистикой (см. ниже). Разработано несколько программных средств для отображения онтологий, как вдохновлённых идеями когнитивных наук, так и независимо от них.
Программные средства для отображения онтологий в основном разрабатываются для управлениями схемами баз данных,, XML schema, таксономиями, формальными языками, ER-моделями данных, словарями и другими моделями данных. Исходные структуры обычно перед отображением преобразовываются в граф. Благодаря разработкам семантической паутины такие графы могут быть представлены с помощью RDF-триплетов в форме <субъект, предикат, объект>, см. например синтаксис нотации 3. В англоязычной литературе «отображение онтологий» (англ. ontology alignment), в случае, когда работают с онтологиями в формате RDF-триплетов, называют «ontology mapping».
Технологии семантической паутины хорошо решают проблему интеграции ресурсов на основе онтологий, хотя и не лишена недостатков: необходимость специальной подготовки интегрируемых ресурсов, устранение смыслового несоответствия при повторном использования онтологий.

Проект Ontology Alignment Evaluation Initiative решает задачи оценки, сравнения и улучшения различных подходов отображения онтологий.
Современные подходы к межязыковому отображению онтологий были представлены Фу и др. (2011)

## Когнитивные науки
С точки зрения когнитивистов, интересующихся отображением онтологий, концепты (понятия) — узлы семантической сети, находящейся в «мозгу» системы концептов (англ. conceptual systems). Центральным вопросом является: если каждый обладает своим, уникальным опытом и в силу этого — различными семантическими сетями, каким образом мы можем друг друга понимать? Этот вопрос был разрешён моделью, названной ABSURDIST (англ. Aligning Between Systems Using Relations Derived Inside Systems for Translation — согласование между системами с использованием отношений, полученных внутри систем для перевода). Было выявлено три основных размерности для сходства: внутреннее сходство, внешнее сходство и взаимное подавление (англ. mutual inhibition).
Отображение онтологий тесно связано с формированием аналогий, где «концепты» суть переменные логических выражений.

## Философия
Философов, как и когнитивистов, интересует прежде всего природа «понимания». Рассуждения на эту тему берут начало в идее
радикальной интерпретации Д. Дэвидсона. В философии вопросами понимания занимается герменевтика.